# Chris Gatling
Chris Raymond Gatling (Elizabeth, Nueva Jersey, 3 de septiembre de 1967) es un exjugador de baloncesto estadounidense que disputó 11 temporadas de la NBA, acabando su carrera en la Superliga Rusa en las filas del CSKA Moscú tras un breve paso por el Scavolini Pesaro de la Liga Italiana. Con 2,08 metros de altura, jugaba en la posición de ala-pívot. Recibió el apodo de "The Energizer", debido a un tatuaje que llevaba del conejito de la marca de pilas del mismo nombre. Su carrera universitaria se desarrolló en la Universidad Old Dominion, en la localidad de Norfolk, en el estado de Virginia. Jugó un All Star de la NBA, en 1997.

## Trayectoria deportiva

### Universidad
Tras un breve paso por la Universidad de Pittsburgh, en la que no llegó a jugar, fue transferido a la Universidad Old Dominion, donde jugó con los Monarchs durante tres temporadas, en las que promedió 21,3 puntos y 10,1 rebotes por partido. Fue elegido en dos ocasiones como Jugador del Año de la Sun Belt Conference de la NCAA.

#### Estadísticas
| Temp.   | Edad | Universidad  | P  | MIN  | TCA | TC   | 3PA | 3P | TLA | TL  | R.OF. | REB | ASIS | ROB | TAP | PER | FP  | PTS  | %TC  | %3P  | %FT  | MIN  | PTS  | REB  | AST |
| 1988-89 | 21   | Old Dominion | 27 | 839  | 239 | 388  | 0   | 0  | 126 | 179 |       | 244 | 24   | 37  | 61  | 78  | 88  | 604  | .616 |      | .704 | 31.1 | 22.4 | 9.0  | 0.9 |
| 1989-90 | 22   | Old Dominion | 26 | 822  | 207 | 357  | 0   | 0  | 120 | 179 |       | 259 | 25   | 48  | 49  | 76  | 91  | 534  | .580 |      | .670 | 31.6 | 20.5 | 10.0 | 1.0 |
| 1990-91 | 23   | Old Dominion | 32 | 1002 | 251 | 405  | 0   | 1  | 171 | 247 |       | 356 | 26   | 62  | 85  | 90  | 103 | 673  | .620 | .000 | .692 | 31.3 | 21.0 | 11.1 | 0.8 |
| Total   |      |              | 85 | 2663 | 697 | 1150 | 0   | 1  | 417 | 605 |       | 859 | 75   | 147 | 195 | 244 | 282 | 1811 | .606 | .000 | .689 | 31.3 | 21.3 | 10.1 | 0.9 |

### Selección nacional
En 1990 fue convocado por la Selección de Estados Unidos para disputar el Campeonato mundial de baloncesto de 1990 que se celebró en Argentina, en el que consiguieron la medalla de bronce. Jugó en cinco partidos, consiguiendo 6,8 puntos y 2,6 rebotes por partido.

### Profesional

#### Los inicios: Golden State Warriors (1991-1996)
Fue elegido en la decimosexta posición de la primera ronda del Draft de la NBA de 1991 por Golden State Warriors. El arranque fue lento debido a las lesiones. Únicamente pudo disputar 3 de los primeros 19 partidos de la temporada, debido a sendas lesiones en la rodilla izquierda y en el hombro, además de padecer una infección respiratoria. A pesar de ello, su progresión a lo largo de la temporada fue importante. Si bien en los cinco primeros meses de competición tan sólo aportó 4,8 puntos y 2,9 rebotes en 10 minutos por partido, en los últimos nueve partidos de la fase regular promedió 10,0 puntos y 5,8 rebotes, con un 68,1% de acierto en los tiros de campo. En los cuatro partidos que jugó de playoffs mejoró hasta los 12,5 puntos y 6,3 rebotes.
Al año siguiente siguió cumpliendo funciones de sexto hombre, jugando 17,8 minutos por partido, acabando la temporada con 9,3 puntos y 4,6 rebotes por noche, lo que suponía anotar un punto cada 1,9 minutos. Únicamente Chris Mullin y Sarunas Marciulionis tuvieron mejor ratio esa temporada. Se perdió los últimos encuentros de la temporada debido a un tirón en el cuello.
En el verano de 1993 lideró al equipo en la Rocky Mountain Revue Summer League, una competición de pretemporada, con promedios de 17,4 puntos y 9,6 rebotes por encuentro. Durante ese tiempo trabajó con la antigua estrella de los Boston Celtics, Dave Cowens, zurdo como él, en el lanzamiento a canasta, lo cual hizo su efecto a lo largo de la temporada 1993-94, en la que promedió un 58,8% de tiros de campo, que le hubieran colocado por detrás de Shaquille O'Neal en la clasificación de mejores lanzadores de la liga, pero que sin embargo no le valieron al no llegar al mínimo de 300 lanzamientos exigido para aparecer en las clasificaciones individuales. Y es que, a pesar de su evidente mejoría en el juego seguía contando poco para su entrenador, Don Nelson, que apenas lo alineaba 15 minutos por partido. Tener a Chris Webber en el mismo equipo jugando en la misma posición no le ayudó demasiado. Acabó el año con 8,2 puntos y 4,8 rebotes por encuentro.
La salida de Webber del equipo hizo que en la temporada 1994-95 disfrutara de más minutos de juego, completando su mejor campaña hasta ese momento, tras promediar 13,7 puntos y 7,6 rebotes, además de liderar la liga en porcentaje de tiros de campo con un 63,3%, siendo el primer Warrior en lograrlo desde que lo hiciera Wilt Chamberlain en la temporada 1962-63. Además, fue la mejor marca en los últimos 10 años, desde que James Donaldson, de los Clippers, consiguiera un 63,7% en 1985. Lideró al equipo en rebotes, a pesar de jugar únicamente 25 minutos por partido. Sufrió varias lesiones durante la temporada, que le hicieron perderse 24 partidos, incluidos los 11 últimos a causa de unas hemorroides. Además, incorporó a su imagen una banda para el pelo, que le recordara la suerte que tenía de seguir vivo tras el golpe que sufrió en la cabeza cuando tenía 17 años cuando el capó de una furgoneta que estaba lavando se le vino encima sufriendo una importante hemorragia.
La temporada 1995-96 la comenzó con menos protagonismo en el equipo, debido a la adquisición por parte del equipo de Joe Smith, número 1 del draft de ese año, un jugador de similares características que Gatling, lo que hizo que el 22 de febrero de 1996 fuera traspasado junto con Tim Hardaway a Miami Heat a cambio de Bimbo Coles y Kevin Willis.

#### Cuatro equipos en tres años (1996-1999)
En los Heat jugó los últimos 24 partidos de la temporada regular, así como los 3 de la primera ronda de los playoffs. Al acabar el año, se convirtió en agente libre, fichando por Dallas Mavericks el 16 de julio de 1996. Gatling completó una gran primera mitad de campaña, promediando 19,1 puntos y 7,9 rebotes en 44 partidos, con un 53,3% de acierto en el tiro que le situaba entre los mejores de la liga en ese aspecto, ganándose una plaza para disputar el All-Star Game por primera y a la postre única vez en su carrera. En ese partido jugó tan solo 12 minutos, consiguiendo 2 puntos y 2 rebotes con un desastroso 1 de 8 en tiros de campo.
Nada más volver del All-Star, se vio envuelto en un traspaso múltiple, en el que se vieron implicados 9 jugadores: Gatling, junto con Sam Cassell, Jim Jackson, George McCloud y Eric Montross fueron enviados a New Jersey Nets a cambio de Shawn Bradley, Ed O'Bannon, Robert Pack y Khalid Reeves. Pero solo pudo disputar 3 partidos con los Nets ese año, en los que promedió 17,0 puntos y 7,3 rebotes, debido a que contrajo una infección en el oído que le hizo perderse el resto de la temporada. Al año siguiente jugó como sexto hombre, repartiéndose los minutos en el poste bajo con Jayson Williams. Jugó su mejor partido ante Charlotte Hornets, el 15 de abril de 1998, cuando saliendo desde el banquillo consiguió 25 puntos y 12 rebotes, en un encuentro que su equipo acabaría perdiendo 109-103.
Cuando únicamente se habían disputado 19 partidos de la temporada 1998-99, nuevamente se vio envuelto en un múltiple traspaso a tres bandas, que casi se convirtió en un intercambio de cromos, en el cual Gatling y Sam Cassell iban a Milwaukee Bucks, equipo que también conseguía a Paul Grant de Minnesota Timberwolves. Estos a su vez recibían a Brian Evans, una elección en el Draft de 1999 y otra futura primera elección de los Nets, y a Terrell Brandon de los Bucks, mientras que los Nets adquirían a Stephon Marbury, Chris Carr y Bill Curley de los Timberwolves y a Eliott Perry procedente de los Bucks.
Su aportación en los Bucks fue escasa, siendo poco utilizado por su entrenador, George Karl, que ya tenía en el mismo puesto a Tyrone Hill y Armon Gilliam, jugando apenas 16 minutos por partido, promediando 6,3 puntos y 3,8 rebotes por encuentro.

#### Otros cuatro en sus últimas tres temporadas en la NBA (1999-2002)
En el verano de 1999 fue traspasado por los Bucks junto a Gilliam a los Orlando Magic a cambio de los veteranos Danny Manning (33 años) y Dale Ellis (39 años). En este equipo jugaría la mitad de la temporada, siempre como suplente de John Amaechi, a pesar de tener mejores números que él y acabar jugando más minutos. En febrero de 2000 fue traspasado junto con Tariq Abdul-Wahad y una futura elección en el draft a Denver Nuggets, a cambio de Chauncey Billups, Ron Mercer y Johnny Taylor. Se dio la circunstancia de que fue el jugador de la liga que más partidos disputó esa temporada, con 85 (en la fase regular cada equipo disputa 82 partidos) debido a jugar en dos conjuntos diferentes con calendarios distintos. En el total de la temporada promedió 11,9 puntos y 5,9 rebotes por partido.
Su corta etapa en los Nuggets terminó nada más concluir la temporada, cuando fue nuevamente traspasado, esta vez a Miami Heat junto con una segunda ronda del draft a cambio de Voshon Lenard y Mark Strickland, pero no se quedó en Florida, ya que semanas después, y antes del comienzo de la temporada 2000-01 fue enviado junto con una futura elección de primera ronda del draft y dinero a Cleveland Cavaliers, en una nueva transacción con tres equipos involucrados. Los Cavs recibirían también a Gary Grant procedente de Portland, mientras que los Blazers se hacían con Shawn Kemp de Cleveland, y los Heat con Brian Grant de Portland.
En los Cavs pudo por fin disputar una temporada completa sin traspasos de por medio, algo que no sucedía desde la temporada 1997-98. Jugó más de 22 minutos por partido, siendo uno de los puntales del equipo en ataque, junto con Žydrūnas Ilgauskas y Andre Miller, acabando la temporada regular con 11,4 puntos y 5,3 rebotes, siendo el mejor anotador del equipo por minutos jugados.
Al parecer, estaba predestinado a formar parte de traspasos múltiples, ya que antes de comenzar la temporada 2001-02, la que iba a ser la última en su carrera profesional en Estados Unidos, se vio involucrado de nuevo en un acuerdo entre tres equipos: fue enviado a los Cavaliers, los cuales recibieron a cambio a Ricky Davis de los Heat y a Brian Skinner de Toronto Raptors, mientras que estos últimos se hacían con Don MacLean y dinero de parte de los Heat. Su estancia en Miami no fue precisamente la deseada, siendo infrautilizado por su entrenador, Pat Riley, que contaba con LaPhonso Ellis y con Brian Grant en el mismo puesto, acabando la temporada jugando 15 minutos por partido, promediando 6,4 puntos y 3,8 rebotes por partido.
En el total de su trayectoria en la NBA promedió 10,3 puntos y 5,3 rebotes por noche.

#### Una breve excursión por Europa (2002-2003)
Tras verse involucrado en las últimas temporadas en infinidad de traspasos, decidió terminar su carrera en Europa, aceptando la oferta del CSKA Moscú de la Superliga Rusa, donde jugó tan sólo 6 partidos de la Euroliga, en los que promedió 12,8 puntos, antes de ser sustituido por Victor Alexander. Ficha entonces por el Scavolini de Pesaro de la liga italiana, donde jugó 12 partidos, promediando 14,9 puntos y 10,1 rebotes por noche. Al finalizar la temporada, decidió retirarse definitivamente.

## Estadísticas de su carrera en la NBA
|  | Líder de la liga |

### Temporada regular
| Año      | Equipo       | PJ  | PT | MPP  | %TC  | %3P  | %TL  | RPP | APP | ROB | TPP | PPP  |
| -------- | ------------ | --- | -- | ---- | ---- | ---- | ---- | --- | --- | --- | --- | ---- |
| 1991–92  | Golden State | 54  | 1  | 11.3 | .568 | .000 | .661 | 3.4 | .3  | .6  | .7  | 5.7  |
| 1992–93  | Golden State | 70  | 11 | 17.8 | .539 | .000 | .725 | 4.6 | .6  | .6  | .8  | 9.3  |
| 1993–94  | Golden State | 82  | 23 | 15.8 | .588 | .000 | .620 | 4.8 | .5  | .5  | .8  | 8.2  |
| 1994–95  | Golden State | 58  | 22 | 25.3 | .633 | .000 | .592 | 7.6 | .9  | .7  | .9  | 13.7 |
| 1995–96  | Golden State | 47  | 2  | 18.3 | .555 | .000 | .636 | 5.1 | .6  | .4  | .6  | 9.1  |
| 1995–96  | Miami        | 24  | 0  | 23.5 | .598 | .000 | .733 | 7.3 | .7  | .7  | .5  | 15.2 |
| 1996–97  | Dallas       | 44  | 1  | 27.1 | .533 | .167 | .706 | 7.9 | .6  | .8  | .7  | 19.1 |
| 1996–97  | New Jersey   | 3   | 0  | 30.7 | .419 | .000 | .938 | 7.3 | 1.0 | 1.3 | .0  | 17.0 |
| 1997–98  | New Jersey   | 57  | 16 | 23.8 | .455 | .250 | .600 | 5.9 | .9  | .9  | .5  | 11.5 |
| 1998–99  | New Jersey   | 18  | 2  | 15.6 | .371 | .000 | .500 | 3.6 | .7  | .4  | .2  | 4.7  |
| 1998–99  | Milwaukee    | 30  | 1  | 16.5 | .482 | .143 | .362 | 3.8 | .7  | .8  | .2  | 6.3  |
| 1999–00  | Orlando      | 45  | 0  | 23.1 | .455 | .304 | .698 | 6.6 | .9  | 1.1 | .2  | 13.3 |
| 1999–00  | Denver       | 40  | 0  | 19.3 | .456 | .234 | .742 | 5.1 | .8  | .8  | .3  | 10.4 |
| 2000–01  | Cleveland    | 74  | 6  | 22.6 | .449 | .304 | .684 | 5.3 | .8  | .7  | .4  | 11.4 |
| 2001–02  | Miami        | 54  | 1  | 15.0 | .447 | .125 | .701 | 3.8 | .5  | .3  | .2  | 6.4  |
| Total    | Total        | 700 | 86 | 19.7 | .513 | .249 | .660 | 5.3 | .7  | .7  | .5  | 10.3 |
| All-Star | All-Star     | 1   | 0  | 12.0 | .125 | .000 | .000 | 2.0 | .0  | 1.0 | .0  | 2.0  |

### Playoffs
| Año   | Equipo       | PJ | PT | MPP  | %TC  | %3P  | %TL  | RPP | APP | ROB | TPP | PPP  |
| ----- | ------------ | -- | -- | ---- | ---- | ---- | ---- | --- | --- | --- | --- | ---- |
| 1992  | Golden State | 4  | 0  | 20.3 | .621 | .000 | .636 | 6.3 | .0  | .5  | 2.5 | 12.5 |
| 1994  | Golden State | 3  | 1  | 18.0 | .615 | .000 | .769 | 5.7 | 1.3 | .7  | .3  | 8.7  |
| 1996  | Miami        | 3  | 0  | 22.7 | .273 | .000 | .500 | 8.0 | 0.3 | .7  | .0  | 6.0  |
| 1998  | New Jersey   | 3  | 1  | 27.0 | .500 | .000 | .667 | 3.3 | .7  | .7  | .7  | 15.3 |
| 1999  | Milwaukee    | 2  | 0  | 6.0  | .000 | .000 | .000 | 1.5 | .0  | .5  | .0  | .0   |
| Total | Total        | 15 | 2  | 19.7 | .490 | .000 | .623 | 5.3 | .5  | .6  | .9  | 9.3  |

## Vida posterior
En la actualidad es el propietario del denominado Chris Gatling Recreational Center en Irvington, Nueva Jersey, un centro que acoge a niños de madres adolescentes y que ofrece actividades deportivas. También es propietario de una barbería en Oakland, llamada Cut me twice (español: Córtame dos veces).